# Caenurgina parva
Caenurgina parva là một loài bướm đêm trong họ Erebidae.